# Jindřichovice (district de Jihlava)
Pour les articles homonymes, voir Jindřichovice.
Jindřichovice (en allemand : Heinrichshöfen) est une commune du district de Jihlava, dans la région de Vysočina, en République tchèque. Sa population s'élevait à 91 habitants en 2024.

## Géographie
Jindřichovice se trouve à 20 km au sud-ouest de Třebíč, à 30 km au sud-sud-est de Jihlava et à 136 km au sud-est de Prague.
La commune est limitée par Rozseč au nord, par Želetava à l'est, par Meziříčko au sud, et par Krasonice et Zdeňkov à l'ouest.

## Histoire
La première mention écrite de la localité date de 1354.

## Transports
Par la route, Jindřichovice se trouve à 16,5 km de Telč, à 33 km de Jihlava, à 89 km de Brno et à 165 km de Prague.